# ۸۷۶ (قمری)
۸۷۶ (قمری)، هشتصد و هفتاد و ششمین سال در گاهشماری هجری قمری است. اول محرم این سال برابر با بیست و نهم ژوئن سال ۱۴۷۱ میلادی است.